# Chodaczków Wielki (przystanek kolejowy)
Chodaczków Wielki (ukr. Ходачків-Великий) – przystanek kolejowy w miejscowości Chodaczków Wielki, w rejonie tarnopolskim, w obwodzie tarnopolskim, na Ukrainie. Położony jest na linii Tarnopol – Stryj.

## Historia
Stacja kolejowa powstała w okresie przynależności tych terenów do Austro-Węgier. Zachował się budynek stacyjny w stylu galicyjskim. Przebudowana do przystanku w niepodległej Ukrainie.
Po przejęciu tych terenów przez Związek Sowiecki, w obowiązującej do dziś nazwie stacji w językach ukraińskim i rosyjskim zachowano oryginalną, polską kolejność wyrazów, mimo iż w nazwie wsi została ona zmieniona (wieś w języku ukraińskim nosi nazwę Вели́кий Хода́чків, Wiełykyj Chodaczkiw).